# Emilio Tuñón Álvarez

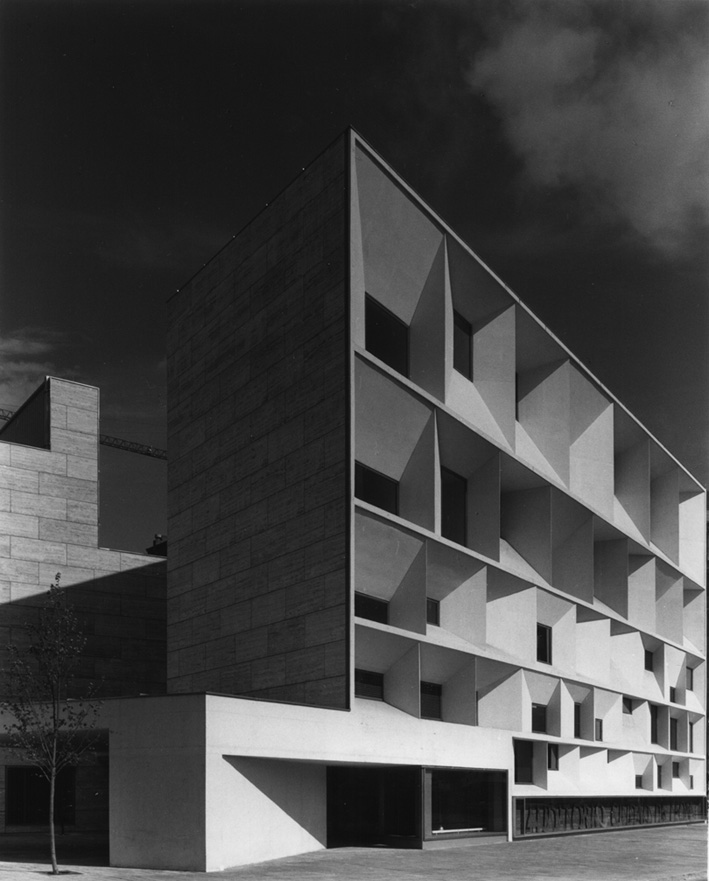
AUDITORIO LEON FACHADA

Emilio Tuñón Álvarez (Madrid, 1 de janeiro de 1959) é um arquiteto espanhol.
No ano 2014 foi premiado pelo Governo de Espanha com a Medalha de Ouro de Mérito nas Belas-Artes.
Emilio Tuñón licenciou-se pela Escuela Técnica Superior de Arquitectura de Madrid (ETSAM) em 1981. De 1981 até 1992 trabalhou no escritório de Rafael Moneo . Em 1992 fundou em conjunto com Luis Moreno Mansilla (1959-2012), o estúdio Mansilla y Tuñón Arquitectos.
Desde 1986 é professor da Escuela Técnica Superior de Arquitectura de Madrid (ETSAM) na cadeira de Projectos Arquitetónicos. Foi professor da Princeton University School of Architecture, Harvard University Graduate School of Design, Nova Escola de Arquitetura de Porto Rico, Escuela Internacional de Arquitectura de Barcelona, Fundación San Pablo CEU Arquitectura, Escola Politécnica Federal de Lausana, Städelschule de Frankfurt e Escuela de Arquitectura de Navarra. 
De entre os projetos desenvolvidos em conjunto com Luis Moreno Mansilla, destacam-se o Museu de Arqueologia e Belas Artes, de Zamora, o Centro Documental de la Comunidad de Madrid, actual Biblioteca Regional Joaquín Leguina, o Museo de Bellas Artes de Castellón, o auditório de León e o MUSAC em León. Atualmente, o Museo das Coleções Reais está no final da sua construção.

## Prémios
- Medalha de Ouro de Mérito nas Bellas Artes (2014)[4]
- Francqui Chair (2014
- Prêmio de Arquitetura Contemporânea Mies van der Rohe (ao Museo de Arte Contemporáneo de Castilla y León) (2007)[5]
- Prémio de Arquitectura espanhola (2003)